# Pier Capponi (sous-marin)
Pour les articles homonymes, voir Capponi.
Le Pier Capponi  est un sous-marin de la classe Mameli, en service dans la Regia Marina à la fin des années 1920 et ayant servi pendant la Seconde Guerre mondiale.
Le navire a été nommé en l'honneur de Pier Capponi (1446-1496), un leader et un politicien italien.

## Caractéristiques
La classe Mameli a été l'une des premières classes de sous-marins de la Regia Marina à être construite après la Première Guerre mondiale. Ils ont déplacé 823 tonnes en surface et 1 009 tonnes en immersion. Les sous-marins mesuraient 64,6 mètres de long, avaient une largeur de 6,51 mètres et un tirant d'eau de 4,3 mètres. Ils avaient une profondeur de plongée opérationnelle de 90 mètres. Leur équipage comptait 49 officiers et soldats.
Pour la navigation de surface, les sous-marins étaient propulsés par deux moteurs diesel de 1 550 chevaux-vapeur (1 156 kW), chacun entraînant un arbre d'hélice. En immersion, chaque hélice était entraînée par un moteur électrique de 550 chevaux-vapeur (410 kW). Ils pouvaient atteindre 15 nœuds (28 km/h) en surface et 7,2 nœuds (13,3 km/h) sous l'eau. En surface, la classe Mameli avait une autonomie de 4 360 milles nautiques (8 070 km) à 8 noeuds (15 km/h); en immersion, elle avait une autonomie de 110 nautiques (200 km) à 3 noeuds (5,6 km/h).
Les sous-marins étaient armés de six tubes lance-torpilles de 53,3 centimètres (21 pouces), quatre à l'avant et deux à l'arrière, pour lesquels ils transportaient un total de 10 torpilles. Ils étaient également armés d'un seul canon de pont de 102/35 Model 1914 à l'avant de la tour de contrôle (kiosque) pour le combat en surface. Leur armement anti-aérien consistait en deux mitrailleuses Breda Model 1931 de 13,2 mm.

## Construction et mise en service
Le Pier Capponi est construit par le chantier naval Cantieri navali Tosi di Taranto (Tosi) de Tarente en Italie, et mis sur cale le 27 août 1925. Il est lancé le 1er avril 1928 et est achevé et mis en service le 20 janvier 1929. Il est commissionné le même jour dans la Regia Marina.

## Historique
Au début des années 30, avec ses navires-jumeaux (sister ships), le Pier Capponi effectue une croisière en Méditerranée orientale, faisant escale à Thessalonique, Leros et Rhodes et effectuant en même temps des exercices air-mer.
Il participe clandestinement à la guerre civile d'Espagne en mer Égée, sans succès.
Le 3 septembre 1937, il quitte Leros pour sa première mission. Il effectue une manœuvre d'attaque sans pouvoir la mener à bien et, un jour plus tard, il doit rentrer au port en raison d'une panne. Le 5 septembre, il part en mer pour deux jours supplémentaires mais il n'a rien détecté.
Avec l'entrée de l'Italie dans la Seconde Guerre mondiale, il accomplit sa première mission du 21 au 25 juin 1940, entre Pantelleria et la Tunisie, sous le commandement du lieutenant de vaisseau (Tenente di vascello) Romeo Romei. Au cours de cette mission, à 00h35 du 22 juin, il aperçoit le vapeur suédois armé Elgö (1 888 tonneaux de jauge brute, affrété par les Alliés, naviguant de la Tunisie à Malte. Après avoir lancé une première torpille que le navire a réussi à éviter, il commence à le canonner, devant s'arrêter à cause d'une défaillance de son canon de pont, puis il le frappe avec deux autres torpilles, accélérant le naufrage avec une troisième torpille. le Elgö coule vers 1h50, à la position géographique de 36° 39′ N, 11° 12′ E.
Le 6 juillet, il est envoyé en embuscade au large de Malte et à 23h20 le 11 juillet, il aperçoit trois cuirassés britanniques escortés et à 23h40, il lance deux torpilles alors qu'il se tient à la surface, manquant les cibles. Il part ensuite en plongeant mais il est soumis à un chasseur anti-sous-marin et subit quelques dégâts,,. Une fois le bombardement terminé, il fait surface pour recharger ses batteries mais il aperçoit un dragueur de mines de la patrouille côtière maltaise. Les hommes du Capponi - pris par erreur pour une unité française ayant l'intention de se rendre - laissent le navire s'approcher jusqu'à ce qu'il soit à portée de mitrailleuse, puis ils ouvrent le feu en touchant l'équipage sur le pont. Le Capponi est cependant pris pour cible par les batteries côtières et est contraint de plonger, pouvant alors partir dans l'obscurité,. .
Entre le 1er et le 4 septembre, il reste en embuscade à une trentaine de milles nautiques (55 km) au sud-est de Malte. Le premier jour, il attaque sans succès un destroyer et est contraint de plonger en raison de sa réaction. Vers minuit le 9 novembre, il aperçoit à 10 000 mètres deux cuirassés, un porte-avions, quelques croiseurs et plusieurs destroyers (l'opération britannique "Coat" est en cours). Il lance trois torpilles à 4 000 mètres et ressent leurs explosions, qui cependant, selon des sources britanniques, sont simplement dues à la fin de course des torpilles par autodestruction,.
Le 24 février 1941, il quitte Messine pour une nouvelle mission mais doit y retourner immédiatement en raison d'une panne.
Le 31 mars, il repart de Messine pour La Spezia, mais il est repéré par le sous-marin britannique HMS Rorqual (N74) qui lui lance plusieurs torpilles. Deux d'entre elles touchent le Capponi qui coule en  quelques instants avec tout son équipage, à la position géographique de 38° 32′ N, 15° 15′ E (environ 17 nautiques (31 km) au sud de Stromboli),.
Avec le sous-marin coulé, 5 officiers, 33 officiers mariniers, quartiers mîtres et matelots. Le commandant Romei a reçu la Médaille d'or de la valeur militaire.

## Navires coulés
| Patrouille | Date         | Navire | Nationalité | Tonnage        | Notes                 |
| ---------- | ------------ | ------ | ----------- | -------------- | --------------------- |
| 1re        | 22 juin 1940 | Elgö   | Suède       | 1 888          | Cargo; pas de victime |
| Total:     | Total:       | Total: | Total:      | 1 888 tonneaux |                       |